# Riksmötet 1985/1986
Riksmötet 1985/86 var Sveriges riksdags verksamhetsår 1985–1986. Det pågick från riksmötets öppnande den 30 september 1985 till riksmötets avslutning den 6 juni 1986.
Riksdagens talman under riksmötet 1985/86 var Ingemund Bengtsson (S).

## Fotnoter
1. ↑  43 från Centerpartiet och 1 från Kristen demokratisk samling.